# The X Factor (emisiune)
     Versiune proprie
     Versiune internațională

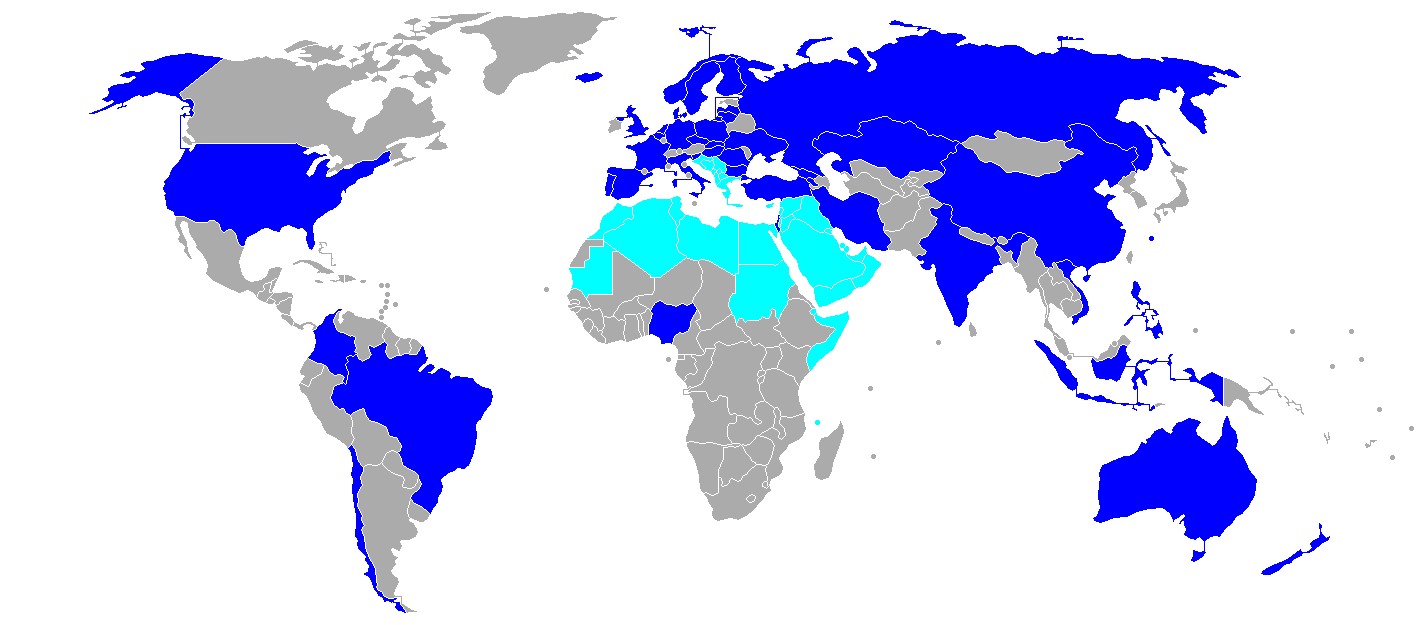
Localizarea diferitelor variante ale emisiunii The X Factor
Versiune proprie
Versiune internațională

The X Factor este o franciză de talent-show-uri televizate cu originea în Regatul Unit, unde a apărut ca un înlocuitor pentru Pop Idol. Este o competiție care își propune să găsească noi talente muzicale vocale, acum desfășurată în diferite țări. Concurenții sunt oameni obișnuiți care aspiră la o carieră muzicală. Seria de emisiuni este produsă de Simon Cowell și compania sa, SYCOtv. „Factorul X” menționat în titlu se referă la o trăsătură indefinibilă care atrage calitatea de star. Premiul cel mare este, de obicei, un contract cu o casă de discuri, pe lângă publicitatea datorată participării la concurs.

## Istorie
Creatorul formatului este Simon Cowell, care a îndeplinit, pentru o perioadă, și rolul de jurat în versiunea originală. Versiunea britanică este și cea care a lansat-o pe cântăreața de succes internațional Leona Lewis. Până în ianuarie 2012, au existat 65 de câștigători ai The X Factor în întreaga lume, cea mai recentă fiind Francesca Michielin, de la versiunea din Italia.
Posturi de televiziune din multe țări, în special cele scandinave, și-au exprimat interesul de a difuza versiunea britanică, dar nu au reușit să obțină drepturile necesare, din cauza unor probleme de ordin legal. Astfel, această versiune poate fi vizionată numai în Regatul Unit și în Irlanda.
Similaritățile dintre The X Factor și Idol l-au făcut pe creatorul formatului Idol, Simon Fuller, împreună cu 19 Entertainment, să dea în judecată FremantleMedia, SYCOtv și pe Simon Cowell, în 2004. Părțile implicate au ajuns la o înțelegere în afara tribunalului în 2005, în urma căreia Fuller a obținut statutul de producător executiv, 10% din drepturile pentru formatul The X Factor și prevenirea apariției unei versiuni americane până în 2010. Fuller i-a dat în judecată din nou în 2011, pentru că SYCOtv, FremantleMedia și canalul de televiziune FOX nu l-au inclus ca producător executiv al The X Factor USA.
Spre deosebire de Idol, unde concurenții doar sunt analizați de juriu, la The X Factor, fiecare jurat devine un mentor al finaliștilor dintr-o anumită categorie, ajutându-i cu stilul și cu alegerea cântecelor.

## SeriaThe X Factor
| Regiune/Țară            | Titlu local                                | Post TV | Sezoane și câștigători | Juriu | Prezentatori |
| ----------------------- | ------------------------------------------ | --- | --- | --- | --- |
| Albania Kosovo          | X Factor                                   | TV Klan Sit web | Sezonul 1, 2012: Urmează | Pandi Laço Vesa Luma Juliana Pasha Alban Skënderaj | Alketa Vejsiu |
| Argentina               | Factor X                                   | El Trece | Sezonul 1, 2012: Urmează | | |
| Armenia                 | X-Factor ԻՔՍ-ՖԱԿՏՈՐ                        | Shant TV Sit web | Sezonul 1, 2010-2011: Vrej Kirakosian | Egor Glumov Naira Ghiurdjinian Garik Baboian Gisane Palian | Aram MP3 |
| Australia               | The X Factor                               | The X Factor Network Ten (2005) Seven Network (2010–present) The Xtra Factor Network Ten (2005) 7Two (2010) | Sezonul 1, 2005: Random Sezonul 2, 2010: Altiyan Childs Sezonul 3, 2011: Reece Mastin Sezonul 4, 2012: Urmează | În prezent: Ronan Keating Dannii Minogue Guy Sebastian Emma Bunton În trecut: Natalie Bassingthwaighte Mel B Natalie Imbruglia Kyle Sandilands Kate Ceberano Mark Holden John Reid                                                             | În prezent: Luke Jacobz În trecut: Daniel MacPherson Natalie Garonzi (The Xtra Factor) Chloe Maxwell (The Xtra Factor) |
| Belgia                  | X Factor                                   | VTM Sit web | Sezonul 1, 2005: Udo Mechels Sezonul 2, 2008: Dirk De Smet | Kris Wauters Jean Blaute (Sezonul 1) Liliane Saint-Pierre (Sezonul 1) Do (Sezonul 2) Maurice Engelen (Sezonul 2) | Koen Wauters (Sezonul 1) Hadise (Sezonul 2) |
| Bulgaria                | X Factor                                   | NovaTv Sit web Arhivat în 11 august 2016, la Wayback Machine. | Sezonul 1, 2011: Raffi Bohosian Sezonul 2, 2013: Zhana Bergendorff Sezonul 3, 2014-2015: Slavin Slavchev Sezonul 4, 2015-2016: Christiana Louizu | În prezent: Sanya Armutlieva Krisko Magardich Halvadjian Lucy Diakovska În trecut: Maria Ilieva Lubo Kirov Vleizar Sokolov - Zaki Vasco Vasilev Poli Genova Magomed Aliev - Maga                                                               | În prezent: Maria Ignatova Alexandra Raeva În trecut: Deian Slavcev - Deo |
| Chile                   | Factor X                                   | TVN TVN HD Sit web Arhivat în 2 martie 2011, la Wayback Machine. | Sezonul 1, 2011: Sergio Járlaz Sezonul 2, 2012: Urmează | În prezent: Tito Beltrán Mon Laferte Jose Luis Rodriguez În trecut: Zeta Bosio Nydia Caro Karen Doggenweiler | Julián Elfenbein |
| China                   | The X Factor: Ji Qing Chang Xiang 激情唱响 | Liaoning TV Sit web Arhivat în 4 mai 2011, la Wayback Machine. | Sezonul 1, 2011: Li Shangshang | Angie Chai Chih-ping Aduo Chen Yufan | Da Zuo Shao Wenjie |
| Columbia                | El factor X                                | RCN TV Sit web | Sezonul 1, 2005: Julio César Meza Sezonul 2, 2006: Francisco Villarreal Sezonul 3, 2009: Siam | Marbelle (Sezonul 1-prezent) Juan Carlos Coronel (Sezonul 1-prezent) José Gaviria (Sezonul 1-prezent) Wilfrido Vargas (El Factor Xs 2) | Andrea Serna |
| Columbia                | El Factor X: La Batalla de las Estrellas   | RCN TV Sit web | Sezonul 1, 2006: Luz Amparo Alvarez | Marbelle (Sezonul 1-prezent) Juan Carlos Coronel (Sezonul 1-prezent) José Gaviria (Sezonul 1-prezent) Wilfrido Vargas (El Factor Xs 2) | Andrea Serna |
| Columbia                | El Factor Xs                               | RCN TV Sit web | Sezonul 1, 2006: Andres Camilo Hurtado Sezonul 2, 2007: Camilo Echeverry Correa Sezonul 3, 2011: Shaira Selena Peláez | Marbelle (Sezonul 1-prezent) Juan Carlos Coronel (Sezonul 1-prezent) José Gaviria (Sezonul 1-prezent) Wilfrido Vargas (El Factor Xs 2) | Andrea Serna |
| Danemarca               | X Factor                                   | DR Sit web | Sezonul 1, 2008: Martin Hoberg Hedegaard Sezonul 2, 2009: Linda Andrews Sezonul 3, 2010: Thomas Ring Petersen Sezonul 4, 2011: Sarah Skaalum Jørgensen Sezonul 5, 2012: Urmează | Remee (Sezoanele 1-3) Lina Rafn (Sezoanele 1-2) Thomas Blachman (Sezoanele 1, 2, 4) Carsten "Soulshock" Schack (Sezonul 3) Pernille Rosendahl (Sezoanele 3-4) Cutfather (Sezonul 4)                                                            | Lise Rønne (Sezoanele 1, 2, 4) Signe Muusmann (Sezonul 3) |
| Filipine                | The X Factor Philippines                   | ABS-CBN | Sezonul 1, 2012: Urmează | | KC Concepcion |
| Finlanda                | X Factor                                   | MTV3 Sit web | Sezonul 1, 2010: Elias Hämäläinen | Linda Brava Renne Korppila Gugi Kokljuschkin | X Factor Heikki Paasonen Xtra Factor Jukka Rossi |
| Franța Valonia          | X Factor                                   | Franța W9 (2009) M6 (2011) Sit web sezonul 1 Arhivat în 26 septembrie 2009, la Wayback Machine. Sit web sezonul 2 Arhivat în 26 decembrie 2012, la Wayback Machine. Belgia RTL TVI (2009–2011) Sit web sezonul 1 Arhivat în 13 decembrie 2010, la Wayback Machine. Sit web sezonul 2 Arhivat în 28 octombrie 2010, la Wayback Machine. | Sezonul 1, 2009: Sébastien Agius Sezonul 2, 2011: Matthew Raymond-Barker | În prezent: Henry Padovani Olivier Schultheis Véronic DiCaire Christophe Willem Sezonul 1: Marc Cerrone Julie Zenatti Alain Lanty | În prezent: X Factor Sandrine Corman F@n Factor Jérôme Anthony În trecut: X Factor Alexandre Devoise |
| Germania                | X Factor                                   | VOX RTL Sit web | Sezonul 1, 2010: Edita Abdieski Sezonul 2, 2011: David Pfeffer Sezonul 3, 2012: Urmează | Sarah Connor (Sezoanele 1-3) Till Brönner (Sezoanele 1-3) George Glueck (Sezonul 1) Das Bo (Sezoanele 2-3) | Jochen Schropp Janin Rheinhardt(în culise) |
| Grecia Cipru            | The X Factor                               | ANT1 ANT1 Kyprou Sit web | Sezonul 1, 2008-2009: Loucas Yiorkas Sezonul 2, 2009-2010: Stavros Michalakakos Sezonul 3, 2010-2011: Haris Antoniou | În prezent: Giorgos Theofanous Katerina Gagaki Nikos Mouratidis În trecut: George Levendis | În prezent: Sakis Rouvas (galele live) Giorgos Lianos (audiții) Maria Sinatsaki (audiții) În trecut: Despina Kampouri (audiții) |
| India                   | X Factor                                   | Sony Entertainment TV Sit web | Sezonul 1, 2011: Geet Sagar | Sonu Nigam Shreya Ghoshal Sanjay Leela Bhansali | Aditya Narayan |
| Indonezia               | X Factor                                   | RCTI Sit web Arhivat în 28 august 2012, la Wayback Machine. | Sezonul 1, 2013: Urmează | | |
| Islanda                 | X Factor                                   | Stöð 2 Sit web Arhivat în 23 aprilie 2009, la Wayback Machine. | Sezonul 1, 2006: Jógvan Hansen | Einar Bárðarson Elínborg Halldórsdóttir Páll Óskar Hjálmtýsson | Halla Vilhjálmsdóttir |
| Italia                  | X Factor                                   | Rai 2 (2008-2010) Rai 4 (2009-2010) Sit web Arhivat în 19 decembrie 2011, la Wayback Machine. Sky Uno (2011) Sit web | Sezonul 1, 2008: Aram Quartet Sezonul 2, 2008-2009: Matteo Becucci Sezonul 3, 2009: Marco Mengoni Sezonul 4, 2010: Nathalie Sezonul 5, 2011: Francesca Michielin | În prezent: Morgan (Sezoanele 1 - 3, 5) Simona Ventura (Sezoanele 1 - 2, 5) Arisa (Sezonul 5) Elio (Sezoanele 4 - 5) În trecut: Mara Maionchi (Sezoanele 1 - 4) Claudia Mori (Sezonul 3) Anna Tatangelo (Sezonul 4) Enrico Ruggeri (Sezonul 4) | X Factor Francesco Facchinetti (Sezoanele 1 - 4) Alessandro Cattelan(Sezonul 5) Xtra Factor Francesco Facchinetti (Sezonul 4) Alessandra Barzaghi (Sezonul 4) Max Novaresi (Sezonul 5) Brenda Lodigiani (Sezonul 5)                             |
| Kazahstan               | X Factor                                   | Canalul 1 Eurasia Sit web Arhivat în 15 iunie 2011, la Wayback Machine. | Sezonul 1, 2011: Daria Gabdul Sezonul 2, 2012: Urmează | Naghima Escalieva Alexander Șevcenco Sultana Carajighitova | Adil Lian |
| Lituania                | X Faktorius                                | TV3 | Sezonul 1, 2012: Urmează | | |
| Lumea arabă             | The X Factor, XSeer Al Najah سير النجاح X  | Rotana TV | Sezonul 1, 2006: Rajaa Kasabni Sezonul 2, 2007: Muhammad El Majzoub | Khaled El Sheikh (2006–2007) Michel Elefteriades (2006–2007) Nelly (2006) Anoushka (2007) | Joelle Rahme |
| Norvegia                | X Factor                                   | TV 2 Sit web | Sezonul 1, 2009: Chand Torsvik Sezonul 2, 2010: Hans Bollandsås | În prezent: Jan Fredrik Karlsen (Sezoanele 1-2) Elisabeth Andreassen (Sezonul 2) Marion Ravn (Sezonul 2) Klaus Sonstad (Sezonul 2) În trecut: Mira Craig (Sezonul 1) Peter Peters (Sezonul 1)                                                  | În prezent: X Factor Ravi Guri Solberg Xtra Factor Peter Moi Brubresko Katarina Flatland În trecut: X Factor Charlotte Thorstvedt (Sezonul 1)                                                                                                   |
| Noua Zeelandă           | The X Factor                               | TV3 | Sezonul 1, 2012: Urmează | | |
| Polonia                 | X Factor                                   | TVN Sit web | Sezonul 1, 2011: Gienek Loska Sezonul 2, 2012: Urmează | În prezent: Czesław Mozil Kuba Wojewódzki Tatiana Okupnik În trecut: Maja Sablewska | Jarosław Kuźniar |
| Regatul Unit Irlanda    | The X Factor                               | ITV, ITV1 HD (Regatul Unit) TV3 (Irlanda) | Sezonul 1, 2004: Steve Brookstein Sezonul 2, 2005: Shayne Ward Sezonul 3, 2006: Leona Lewis Sezonul 4, 2007: Leon Jackson Sezonul 5, 2008: Alexandra Burke Sezonul 6, 2009: Joe McElderry Sezonul 7, 2010: Matt Cardle Sezonul 8, 2011: Little Mix Sezonul 9, 2012: Urmează                                                                                      | În prezent: Gary Barlow Tulisa Contostavlos Kelly Rowland Louis Walsh În trecut: Simon Cowell Dannii Minogue Brian Friedman Sharon Osbourne Cheryl Cole                                                                                        | În prezent: Dermot O'Leary Caroline Flack (The Xtra Factor) Olly Murs (The Xtra Factor) În trecut: Kate Thornton Ben Shephard (The Xtra Factor) Fearne Cotton (The Xtra Factor) Holly Willoughby (The Xtra Factor) Konnie Huq (The Xtra Factor) |
| Regatul Unit Irlanda    | The X Factor: Battle of the Stars          | ITV, ITV1 HD (Regatul Unit) TV3 (Irlanda) | Sezonul 1, 2006: Lucy Benjamin | În prezent: Gary Barlow Tulisa Contostavlos Kelly Rowland Louis Walsh În trecut: Simon Cowell Dannii Minogue Brian Friedman Sharon Osbourne Cheryl Cole                                                                                        | În prezent: Dermot O'Leary Caroline Flack (The Xtra Factor) Olly Murs (The Xtra Factor) În trecut: Kate Thornton Ben Shephard (The Xtra Factor) Fearne Cotton (The Xtra Factor) Holly Willoughby (The Xtra Factor) Konnie Huq (The Xtra Factor) |
| Republica Cehă          | X Factor                                   | TV Nova Sit web Arhivat în 20 decembrie 2008, la Wayback Machine. | Sezonul 1, 2008: Jiří Zonyga | Gábina Osvaldová Ondřej Soukup Petr Janda | Leoš Mareš |
| Republica Cehă Slovacia | X Faktor                                   | TV Prima TV JOJ | Sezonul 1, 2012: Urmează | | |
| România                 | X Factor                                   | Antena 1 Sit web Arhivat în 31 decembrie 2011, la Wayback Machine. | Sezonul 1, 2012: Andrei Leonte Sezonul 2, 2013: Tudor Turcu Sezonul 3, 2014: Florin Ristei Sezonul 4, 2014: Adina Răducan Sezonul 5, 2015: Florin Răduță Sezonul 6, 2016: Olga Verbițchi Sezonul 7, 2017: Jeremy Ragsdale Sezonul 8, 2018: Bella Santiago | În prezent: Delia Matache Ștefan Bănică In trecut: Paula Seling Carla's Dreams Horia Brenciu Mihai Morar Adrian Sina Dan Bittman Cheloo | Răzvan Simion Dani Oțil |
| Rusia                   | Secret Uspeha Секрет Успеха                | RTR Sit web Arhivat în 25 noiembrie 2005, la Wayback Machine. | Sezonul 1, 2005: Vladimir Sapovski Sezonul 2, 2007: Nicolai Timohin | Sezonul 1: Valeri Meladze Katerina Von Gechmen-Valdek Alexandr Revzin Valeria Sezonul 2: Valeri Garcalin Tigran Keosaian | Sezonul 1: Alexei Ciumacov Elena Vorobei Sezonul 2: Tutti Larsen |
| Rusia                   | Factor A Фактор А                          | Rossia 1 Sit web[nefuncțională] | Sezonul 1, 2011: Serghei Savin | Lolita Miliavscaia Roman Emelianov Boris Crasnov Alla Pugaciova | Filip Kirkorov Vladimir Zelenski |
| Serbia                  | X Faktor Srbija                            | Prva | Sezonul 1, 2012: Urmează | | |
| Slovenia                | X Factor                                   | POP TV | Sezonul 1, 2012: În desfășurare | Damjan Damjanovič Jadranka Juras Aleš Uranjek | Peter Poles Vid Valič |
| Spania                  | Factor X                                   | Cuatro Sit web | Sezonul 1, 2007: María Villalón Sezonul 2, 2008: Vocal Tempo Sezonul 3, 2012: Urmează | Miqui Puig Eva Perales Jorge Flo | Núria Roca |
| Statele Unite           | The X Factor USA                           | Fox | Sezonul 1, 2011: Melanie Amaro Sezonul 2, 2012: Urmează | Simon Cowell Paula Abdul L.A. Reid Nicole Scherzinger | Steve Jones |
| Suedia                  | X Factor                                   | TV4 | Sezonul 1, 2012: Urmează | Andreas Carlsson Marie Serneholt Orup Ison Glasgow | David Hellenius |
| Țările de Jos           | X Factor                                   | RTL 4 Sit web Arhivat în 26 august 2005, la Wayback Machine. | Sezonul 1, 2007: Sharon Kips Sezonul 2, 2009: Lisa Hordijk Sezonul 3, 2010: Jaap van Reesema Sezonul 4, 2011: Rochelle Perts Sezonul 5, 2012: Urmează | În prezent: Eric van Tijn Stacey Rookhuizen Angela Groothuizen Gordon Heuckeroth În trecut: Henkjan Smits Marianne van Wijnkoop Henk Temming                                                                                                   | Wendy van Dijk Martijn Krabbe |
| Ucraina                 | X-Factor                                   | STB Sit web Arhivat în 25 ianuarie 2016, la Wayback Machine. Sit web Arhivat în 26 decembrie 2017, la Wayback Machine. | Sezonul 1, 2010-2011: Olexii Cuznețov Sezonul 2, 2011-2012: Victor Romancenco Sezonul 3, 2012-2013: Aida Nikolaiciuk Sezonul 4, 2013-2014: Oleksandr Poriadinskii Sezonul 5, 2014: Dmitro Babak Sezonul 6, 2015: Kostiantin Bociarov Sezonul 7, 2016: Sevak Khanaghian Sezonul 8, 2017: Mișa Pancișin Sezonul 9, 2018: ZBSband Sezonul 10, 2019: Elina Ivașcenko | Igor Condratiuc Serghei Sosedov Yolka Serioga | Oxana Marcenco |
| Ungaria                 | X-Faktor                                   | RTL Klub Sit web Arhivat în 13 iunie 2018, la Wayback Machine. After X, X - Mindent az X-Faktorról Cool TV Sit web Arhivat în 8 decembrie 2011, la Wayback Machine. | Sezonul 1, 2010: Csaba Vastag Sezonul 2, 2011: Tibor Kocsis Sezonul 3, 2012: Urmează | În prezent: Feró Nagy Péter Geszti Ildikó Keresztes Miklós Malek | X Faktor Nóra Ördög Sebestyén Balázs (2010) After X Attila Müller |